# Czesław Grudziński

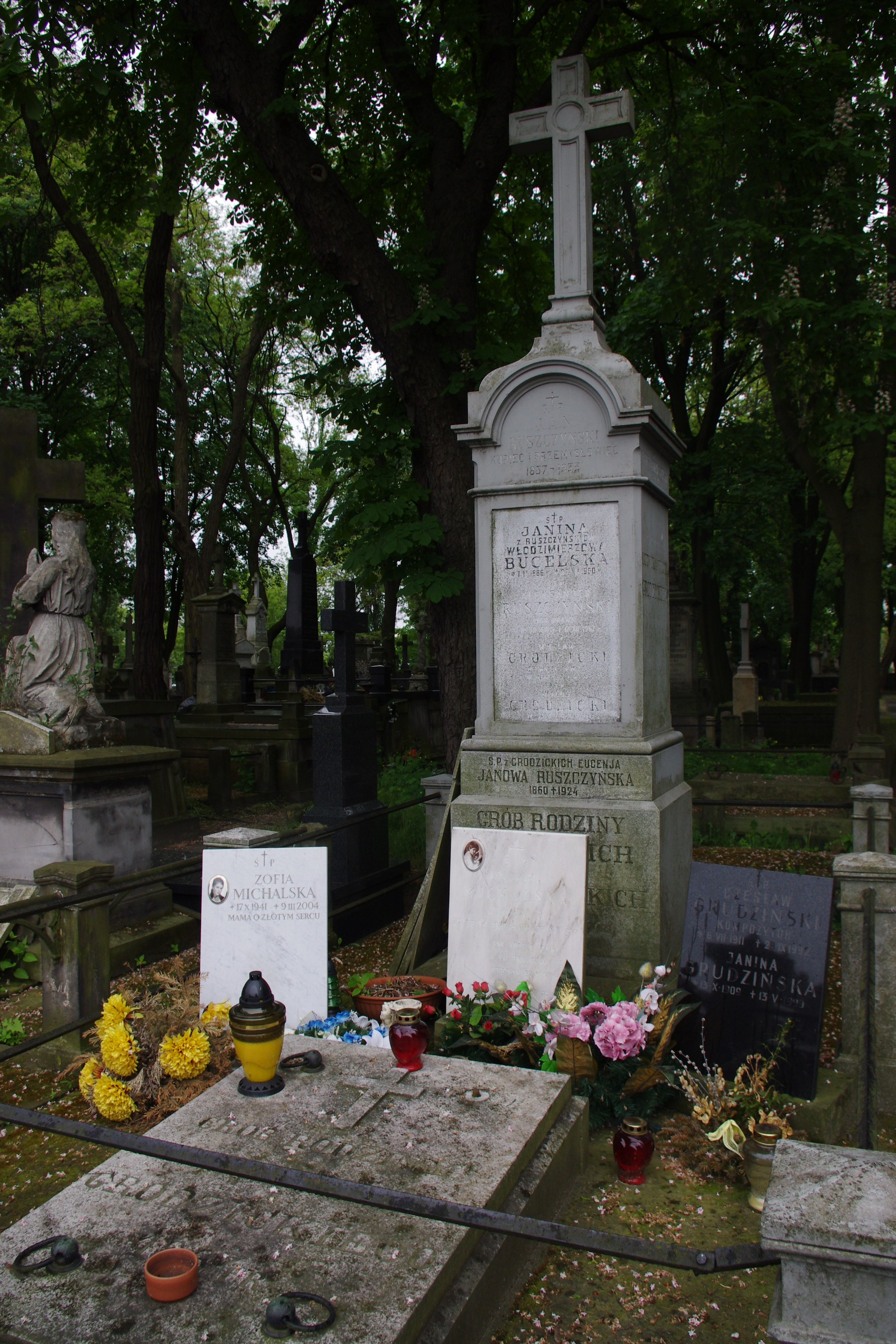
Grób kompozytora Czesława Grudzińskiego na Starych Powązkach w Warszawie

Czesław Grudziński (ur. 6 lipca 1911 w Łodzi, zm. 28 września 1992 w Warszawie) – polski kompozytor i pedagog, syn kompozytora Antoniego Grudzińskiego, ojciec Antoniego Grudzińskiego - dyrektora generalnego Towarzystwa im. Fryderyka Chopina.
Studiował kompozycję w Państwowym Konserwatorium Muzycznym w Warszawie pod kierunkiem Piotra Rytla uzyskując dyplom w 1936. Po ukończeniu studiów w roku 1936 został dyrektorem Instytutu Muzycznego w Warszawie. Na stanowisku tym pozostał do 1940 roku. W latach 1952–68 pracował jako korepetytor w Państwowym Zespole Ludowym Pieśni i Tańca "Mazowsze". Odznaczony Złotym Krzyżem Zasługi (1972) i Krzyżem Kawalerskim Orderu Odrodzenia Polski (1980). Został pochowany na warszawskich Powązkach (kwatera 179-6-1).

## Wybrane utwory
- Wariacje na klarnet i fortepian

## Wybrane utwory masowe
- Kino na przedmieściu (sł. Mirosław Łebkowski – 1960)
- Co tam noc (sł. Mirosław Łebkowski i Stanisław Werner – 1964)
- Zielone wzgórza nad Soliną (sł. Janusz Kondratowicz – wyk. Wojciech Gąssowski)
- Sztandary Drugiego Zjazdu PZPR (sł. Jan Krakus – wyk. Chór i Orkiestra Polskiego Radia pod dyrekcją Stefana Rachonia)